# Voivodat de Sèrbia i Banat de Tamis
Voivodat de Sèrbia i Banat de Tamis o Voivodat serbi i Banat de Tamis va ser una província (ducat) de l'Imperi austríac que va existir entre el 1849 i el 1860.
Era un territori de la corona separat format per dues antigues províncies: Voivodat de Sèrbia i Banat de Tamis. El seu antic territori està ara dividit entre Sèrbia, Romania i Hongria. El Voivodat va donar el seu nom a l'actual Província Autònoma de Voivodina a Sèrbia.

## Noms
En alemany, el Voivodat era conegut com Woiwodschaft Serbien und Temescher Banat o Die serbische Wojwodschaft und das temeser Banat, en serbi com Војводство Србија и Тамишки Банат / Vojvodstvo Srbija i Tamiški Banat o Српска Војводовина и Тамишки Банат / Srpska Vojvodovina i Tamiški Banat, en hongarès com Szerb Vajdaság és Temesi Bánság, i en romanès com Voivodina Sârbeascǎ şi Banatul Timişoarei.
En alemany, el Voivodat era conegut com Woiwodschaft Serbien und Temescher Banat o Die serbische Wojwodschaft und das temeser Banat, en serbi com Војводство Србија и Тамишки Банат / Vojvodstvo Srbija i Tamiški Banat o Српска Војводовина и Тамишки Банат / Srpska Vojvodovina i Tamiški Banat, en hongarès com Szerb Vajdaság és Temesi Bánság, i en romanès com Voivodina Sârbeascǎ şi Banatul Timişoarei.
En diverses fonts (tant sèrbies com alemanyes) sorgeixen les dues variants del nom del voivodat, una com a Voivodat de Sèrbia i del Banat de Tamis i l'altra com a Voivodat serbi i Banat de Tamis.

## Història

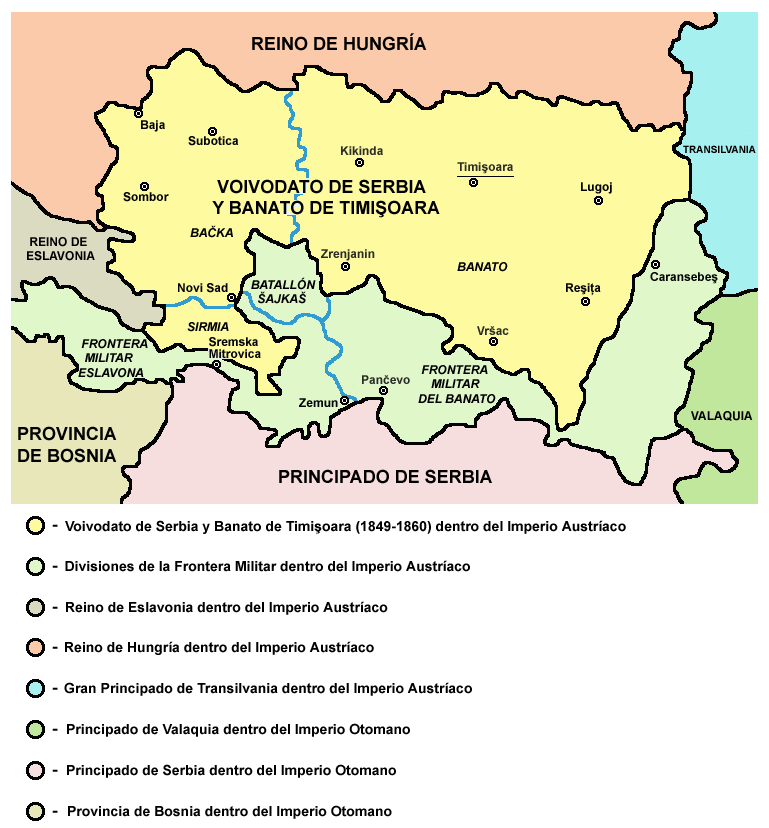
Mapa del Voivodat.

El Voivodat va ser format per decisió de l'emperador austríac al novembre de 1849, després de les Revolucions de 1848/1849. Va ser format d'acord amb els privilegis donats als serbis per l'emperador Habsburg el 1691, reconeixent el dret dels serbis a una autonomia territorial dins de la Monarquia dels Habsburg.
Consistia de les regions del Banat, Bačka i els municipis al nord de Sírmia de Ilok i Ruma. Un governador austríac amb seu a Tamis (Timisoara) governava l'àrea, i el títol de voivoda pertanyia al propi emperador. El títol complet de l'emperador era "Gran Voivoda del Voivodat de Sèrbia" (en alemany: Großwoiwode der Woiwodschaft Serbien). Fins i tot després de l'abolició del Voivodat, l'emperador va retenir aquest títol fins al final de la Monarquia Austrohongaresa el 1918.
El 1860, el Voivodat de Sèrbia i Banat de Tamis va ser abolit i la majoria del seu territori (Banat i Bačka) va ser incorporat en el regne d'Hongria dels Habsburg, encara que el govern directe hongarès no va començar fins al 1867, després del Compromís Austrohongarès, quan el regne d'Hongria va guanyar autonomia dins de la nova monarquia dual Austro-Hongaresa. A diferència del Banat i Bačka, el 1860 Sírmia va ser incorporada al regne d'Eslavònia, un altre territori separat de la corona. El regne d'Eslavònia, subseqüentment, es va unir al regne de Croàcia per a formar el nou regne de Croàcia-Eslavonia, que va fer un pacte amb el regne d'Hongria el 1867, convertint-se així en una part autogobernada del regne d'Hongria dins de l'Imperi austrohongarès

## Llengües
Les dues llengües oficials del Voivodat eren l'alemany i el iliri, el que després passaria a ser el serbocroat.

## Grup ètnics
El Voivodat era ètnicament molt divers, amb parts meridionals de Sírmia, Banat i Bačka amb assentaments compactes de serbis no inclosos en ell; mentre el Banat oriental, amb majoria romanesa, sí que estava inclòs en ell.

### 1846
D'acord amb el cens de 1846, el territori que el 1849 formava el voivodat incloïa:
- Valacs (Romanesos) = 417.000
- Serbis = 402.000
- Alemanys = 352.000
- Hongaresos = 233.000
- Eslovacs = 27.000
- Búlgars = 24.000
- Jueus = 16.000
- Romanís = 12.000
- Rusins = 7.000
- Croats = 3.000
- Grecs = 3.000

### 1850/51
D'acord amb el cens de 1850/51, la composició ètnica del Voivodat era la següent:
- Romanesos = 347.459
- Alemanys = 335.080
- Serbis = 321.110 ()
- Hongaresos = 221.845
- Bunjevci i Šokci = 62.936 ()
- Rusins = 39.914
- Eslovacs = 25.607
- Búlgars = 22.780
- Jueus = 15.507
- Rumanis = 11.440
- Txecs = 7.530
- Croats = 2.860 ()
- Grecs i aromanesos = 2.820

() El número total de "iliris eslaus" (Serbis, Bunjevci, Šokci, o Croats) era de 386.906.
D'acord amb una altra font, el 1850/1851, la població del Voivodat ascendia a 1.426.221 habitants, incloent:
- 397.459 (27.87%) Romanesos
- 335.080 (23.49%) Alemanys
- 321.110 (22.52%) Serbis
- 221.845 (15.56%) Hongaresos
- uns altres.

### 1860
El 1860, la població del voivodat ascendia a 1.525.523 habitants, incloent:
- 432.523 Serbis
- 414.490 Romanesos
- 396.156 Alemanys
- 256.164 Hongaresos

## Religió
El 1851, la població del voivodat ascendia a 1.426.221 habitants, incloent:
- Cristians ortodoxos = 694.029 (48,66%)
- Cristians catòlics:
  - Catòlics llatins = 624.839 (43,81%)
  - Grecs catòlics i catòlics armenis = 12.756 (0,89%)
- Evangèlics-Luterans = 51.724 (3,63%)
- Evangèlics-Reformistes = 26.621 (1,87%)
- Jueus = 16.252 (1,14%)

### 1857
El 1857, la població del voivodat ascendia a 1.526.105 habitants, incloent:
- Cristians catòlics:
  - Catòlics llatins= 698.189 (45,75%)
  - Grecs catòlics i catòlics armenis = 26.244 (1,72%)
- Cristians ortodoxos = 691.828 (45,33%)
- Evangèlics-Luterans = 56.871 (3,73%)
- Evangèlics-Reformistes = 29.281 (1,92%)
- Jueus = 23.203 (1,52%)
- altres = 489 (0.03%)

## Divisions administratives
Al principi, el Voivodat va ser dividit en dos districtes:
1. Bačka-Torontal
2. Timişoara-Caraş

Més tard, va ser dividit en cinc districtes:
1. Lugoj (El 1850, la població del districte pujava a 229.363 habitants, incloent: 197.363 romanesos, 21.179 alemanys, 8.305 Búlgars, 1.505 Hongaresos, 612 Serbis, etc.)
2. Timişoara (El 1850, la població del districte pujava a 316.565 habitants, incloent: 159.292 romanesos, 101.339 alemanys, 34.263 serbis, 12.412 hongaresos, 3.664 búlgars, 2.307 Šokci, 1.650 eslovacs, etc.)
3. Torontal (El 1850, la població del districte pujava a 388.704 habitants, incloent: 126.730 alemanys, 124.111 serbis, 60.781 hongaresos, 58.292 romanesos, 11.045 búlgars, 3.752 croats, 2.562 eslovacs, 1.421 jueus, etc.)
4. Novi Sad (El 1850, la població del districte ascendia a 236.943 habitants, incloent: 100.382 serbis, 45.936 alemanys, 30.450 hongaresos, 20.683 eslovacs, 13.665 Šokci, 2.098 jueus, etc.)
5. Sombor

## Governants

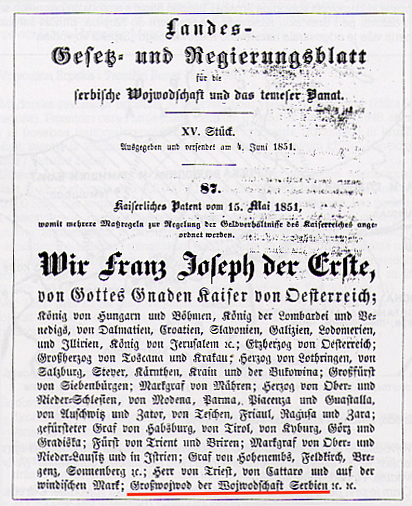
Títols de l'emperador dels Habsburg en un document històric de 1851: entre altres títols, l'emperador Francesc Josep I era també Gran Voivoda del Voivodat de Sèrbia (alemany: Grosswojwod der Wojwodshaft Serbien).

Gran Voivoda:
- Francesc Josep I (1849-1916).
- Carles I (1916-1918).

Nota: el voivodat va ser abolit en 1860, però l'emperador Francesc Josep va retenir el títol de voivoda fins a la seva mort en 1916, i el títol va ser heretat per l'últim emperador Habsburg Carles I.

### Governadors
- Ferdinand Mayerhofer, governador (1849-1851).
- Johann Coronini-Cronberg, governador (1851-1859).
- Josip Šokčević, governador (1859-1860).
- Karl Bigot de Saint-Quentin, governador (1860).